# AC Omonia
AC Omonia, originálním názvem Αθλητικός Σύλλογος Ομόνοια Λευκωσίας, je kyperský fotbalový klub z města Nikósie. Založen byl roku 1948. Mnohokrát se zúčastnil evropských pohárů.

## Úspěchy
- A' katigoría (21×) - 1961, 1966, 1972, 1974, 1975, 1976, 1977, 1978, 1979, 1981, 1982, 1983, 1984, 1985, 1987, 1989, 1993, 2001, 2003, 2010, 2021. [1]
- Kyperský fotbalový pohár (16×) - 1965, 1972, 1974, 1980, 1981, 1982, 1983, 1988, 1991, 1994, 2000, 2005, 2011, 2012, 2014, 2022, 2023